# Talsperre von Puentes

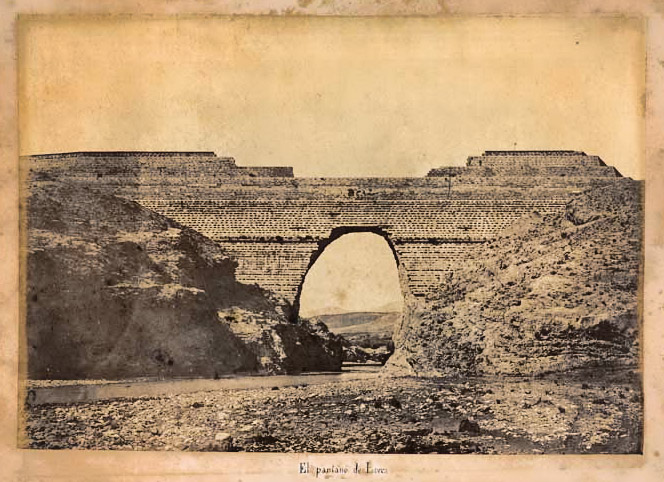
Historische Fotografie der Talsperre nach dem Dammbruch

Die Talsperre von Puentes wurde von 1785 bis 1791 von der königlichen Kanalgesellschaft von Murcia (Real Compañía del Canal de Murcia) unter der Leitung von Gerónimo Martínez de Lara nördlich von Lorca in Spanien gebaut. Das Absperrbauwerk, eine Gewichtsstaumauer aus Bruchstein-Mauerwerk, war 50 m (nach anderen Angaben 69 m) hoch, 291 m lang und unten 46 m breit. Der Stauraum betrug 13 Millionen Kubikmeter. Nach anderen Angaben waren sogar 52 Millionen Kubikmeter geplant. Es war zu der Zeit die größte Talsperre der Welt.
Die Staumauer sollte auf Fels gegründet werden. Beim Bau entdeckte man aber in der Mitte des Tales einen großen Bereich mit Erde. Diesen hat man nicht bis zum Fels ausgehoben, sondern man gründete die Mauer hier auf Pfählen. In den folgenden elf Jahren stieg der Wasserspiegel im Becken nie höher als 25 m, weil nicht genug Regen fiel. Erst im April 1802 gab es starke Regenfälle und das Wasser stieg auf 46 m an. Durch diese Belastung wurde die gesamte Pfahlgründung mit dem weichen Bodenmaterial herausgedrückt und weggespült. Das verursachte am 30. April 1802 einen Bruch im mittleren Teil der Staumauer. Es entstand ein großes Loch, denn der obere Teil blieb stehen und sah danach wie eine Brücke aus.
Dies war das größte Desaster der spanischen Wasserbau-Geschichte. Es gab 608 Opfer (nach anderen Angaben 600) und eine astronomische Schadenssumme. Die Ursache des Bruches war ein Versagen der Gründung beim Ersteinstau; man kann es auch als „Piping“ (Röhrenbildung durch sickerndes Wasser im Untergrund) bezeichnen.
Der fehlende Teil der Mauer wurde später ersetzt und die Talsperre wieder in Betrieb genommen.